# Jezioro Lucieńskie
Jezioro Lucieńskie – jezioro w woj. mazowieckim, w powiecie gostynińskim, w  gminie Gostynin, leżące na terenie Kotliny Płockiej, w pobliżu miejscowości Lucień.  

## Charakterystyka
Jest to zbiornik rynnowy. Fragment (południowo-wschodnie obrzeże Jezioro Lucieńskiego, a także 50-metrowy pas przybrzeżny z szuwarami) jego powierzchni wchodzi w skład rezerwatu przyrody Komory. W północnej części jeziora znajduje się rezerwat przyrody Lucień obejmujący 50-metrowy pas jeziora, chroniący 100-120-letni drzewostan sosnowy, z enklawą 100-letniej sosny czarnej.
Północny brzeg jeziora oraz znaczna część południowego brzegu jest stroma i porośnięta lasem sosnowym.

## Morfometria
Według danych Instytutu Meteorologii i Gospodarki Wodnej powierzchnia zwierciadła wody jeziora wynosi 196,6 ha. Średnia głębokość zbiornika wodnego to 10,9 m, a maksymalna – 34,5 m. Objętość jeziora wynosi 21 429,4 tys. m³. Maksymalna długość jeziora to 3370 m, a szerokość 870 m. Długość linii brzegowej wynosi 7620 m. Lustro wody znajduje się na wysokości 73,3 m n.p.m.